# Gracilicutes
Division
Taxons de rang inférieur
- Proteobacteria
- Planctobacteria
- Sphingobacteria
- Spirochaetae

Les Gracilicutes (signification latine : gracilis, mince, et cutis, la peau, se référant à la paroi cellulaire) sont une division de bactéries décrite par Norman Edwin Gibbons et Robert George Everitt Murray en 1978.
C’est un taxon proposé par[réf. nécessaire] Cavalier-Smith, qu'il estime être un groupe monophylétique comprenant :
- les protéobactéries,
- les planctobactéries (composé de chlamydiae et de Planctomycetes),
- les sphingobactéries (comprenant les bactéries vertes sulfureuses) et
- les spirochètes.

Les Gracilicutes sont à Gram négatif et sont bimembranées.

## Publication originale
- (en) Norman Edwin Gibbons et R. G. E. Murray, « Proposals Concerning the Higher Taxa of Bacteria », International Journal of Systematic Bacteriology, vol. 28, no 1,‎ 1er janvier 1978, p. 1–6 (ISSN 0020-7713, 1465-2102 et 1070-6259, DOI 10.1099/00207713-28-1-1).

## Liste des embranchements
Selon World Register of Marine Species (12 avril 2020) :
- embranchement des Cyanobacteria Stanier ex Cavalier-Smith, 2002